# Characodon audax
Characodon audax е вид лъчеперка от семейство Goodeidae. Видът е уязвим и сериозно застрашен от изчезване.

## Разпространение
Разпространен е в Мексико.